# We doen wat we kunnen (lied)
We doen wat we kunnen is een lied van de Nederlandse band BLØF. Een eerste versie stond in 2011 als vierde track op het album Alles blijft anders. In hetzelfde jaar was een cover met een bijdrage van de Nederlandse zangeres Krystl als vierde track op de ep Radio Berlijn te vinden. Op 19 oktober 2022 werd een versie met de Belgische zangeres Geike Arnaert als single uitgebracht en stond het een maand later als zeventiende track op het gelijknamige verzamelalbum.

## Achtergrond
Alle versies van We doen wat we kunnen zijn geschreven door Peter Slager, Norman Bonink, Paskal Jakobsen en Bas Kennis en de eerste twee versies zijn geproduceerd door de leden van BLØF en de 2022-versie door de leden van de band met Dries Bijlsma. Het is een nummer uit het genre Nederlandstalige softrock. In het lied wordt er gezongen over hoe de tijd door blijft gaan terwijl je geniet van het lied en van het zijn met je geliefde, terwijl je wil dat je voor altijd met je geliefde wil zijn. De eerste twee versies van het nummer bleven voor het grote publiek enigszins onbekend. Toen de band in 2022 de verzamelalbum uitbracht ter ere van het dertig jarig bestaan van de band, besloten ze om het lied als single uit te brengen. Dit was omdat Jakobsen het het favoriete lied van het repertoire van de band vond en het niet de aandacht had gekregen die het verdiende. Waar ze eerder de zangeres Krystl hadden gevraagd voor een bijdrage, koos de band in 2022 voor Geike Arnaert, de zangeres waarmee ze in 2017 de grote hit Zoutelande hadden. Hierover vertelde Jakobsen dat de keuze voor Arnaert de "meest logische keuze" was. Het lied werd in 2022 bij radiozender NPO Radio 2 als NPO Radio 2 TopSong uitgeroepen.

## Hitnoteringen
De eerste twee versies van het nummer werden niet als single uitgebracht en behaalden daardoor geen hitlijsten. De singleversie uit 2022 had bescheiden succes in Nederland. Er was geen notering in de Single Top 100 en ook de Nederlandse Top 40 werd niet bereikt, maar bij laatstgenoemde was er wel de vierde plaats in de Tipparade.